# Doiras
Doiras es una parroquia del concejo de Boal, en la comarca de Eo-Navia, Principado de Asturias, España.
La parroquia tiene una superficie de 12,95 km², en la que habitan un total de 102 personas (INE, 2019), repartidas entre las 10 poblaciones que la forman, lo que se corresponde con una densidad de población de 12,04 hab/km².
El lugar de Doiras tiene un total de 98 habitantes (INE, 2020) y se encuentra a una altitud de unos 200 metros sobre el nivel del mar. Dista unos 8 kilómetros de la capital del concejo, tomando desde esta la carretera regional AS-12 en dirección a Grandas de Salime.
Aquí se encuentra el palacio de Berdín, del siglo XVIII, que llama la atención sus grandes dimensiones y sus muros sin ningún tipo de decoración. Está fabricado en mampostería, con sillares. De planta en forma de U, en la fachada del patio central hay una galería sobre columnas monolíticas.
En la parroquia se encuentra el embalse de Doiras, con una presa de 90 metros de altura. Es uno de los tres que hay a lo largo del curso del río Navia.

## Lugares
Según el nomenclátor de 2023, la parroquia comprende las siguientes entidades de población:
- La Cabana (A Cabana)
- Carrugeiro (Carrugueiro)
- Doiras
- La Escrita (A Escrita)
- Froseira
- Llanteiróu
- El Mazo
- Muñón
- Pértiga
- Piñeira